# Thil-sur-Arroux
Thil-sur-Arroux è un comune francese di 154 abitanti situato nel dipartimento della Saona e Loira nella regione della Borgogna-Franca Contea.

## Società

### Evoluzione demografica
Abitanti censiti